# White Mountain Peak
White Mountain Peak is een 4344 m (14.252 voet) hoge bergtop in de White Mountains in het oosten van de Amerikaanse staat Californië. De berg is de hoogste top in de White Mountains en de op twee na hoogste bergtop in Californië, na Mount Whitney (4421 m) en Mount Williamson (4386 m). Qua topografische prominentie is het de veertiende top in de Verenigde Staten.
De Universiteit van Californië heeft drie onderzoeksstations op de berg, een op 3100 meter, een op 3800 meter en een op de top. De stations worden gebruikt om het effect van de hoogste op de fysiologie van dieren te bestuderen. Er leidt een pad naar de top van de berg, dat tussen juni en november meestal sneeuwvrij wordt gehouden. De top is meestal afgesloten voor bezoekers, maar de onderzoekers stellen het pad enkele dagen per jaar open voor wandelaars en mountainbikers.